# حادث بسيط
حادث بسيط (بالفارسية: یک تصادف ساده) هو فيلم إثارة إيراني صدر عام 2025، من إخراج وسيناريو جعفر بناهي. أنتج جعفر الفيلم دون الحصول على إذن تصوير رسمي من السلطات الإيرانية.
كان العرض العالمي الأول للفيلم في المسابقة الرئيسية لمهرجان كان السينمائي في 20 مايو 2025، حيث فاز بجائزة السعفة الذهبية.

## القصة
تدور أحداث القصة حول رجل يدعى إقبال كان يقود سيارته في الليل مع زوجته الحامل عندما صدم كلبًا وقتله. يتسبب الحادث في إلحاق أضرار بالغة بمحرك السيارة وتعطلها بعد فترة وجيزة. يتوقف إقبال عند مرآب قريب يملكه شخص يُدعى وحيد. يلاحظ وحيد أن إقبال يشبه الضابط الذي عذبه في السجن ودمر حياته، فيُلاحق وحيد إقبال رغم أنه يسير بساق اصطناعية ويختطفه. ويستعد وحيد لدفن الرجل حيًا، لكن الشك يساوره بشأن هوية الرجل، فيتواصل مع أحد زملائه السجناء للتأكد من الأمر. يلتقي وحيد مع بائع الكتب سالار، ومصور الزفاف شيفا، والعروس جولي، والعريس علي، والعامل الغاضب حامد. يتجول وحيد في ليلًا ونهارًا بسيارته، حيث يوجد بسيارته هؤلاء الضحايا الذين يسعون جميعًا إلى الانتقام من الرجل الذي اعتدى عليهم بوحشية. أثناء رحلتهم، يفكرون في ما إذا كان قتل أسيرهم يًعد عملًا أخلاقيًا؟ وما إذا كان هو بالفعل الشخص الذي يريدونه؟.

## الجوائز والترشيحات
| قائمة الجوائز والترشيحات | قائمة الجوائز والترشيحات | قائمة الجوائز والترشيحات | قائمة الجوائز والترشيحات | قائمة الجوائز والترشيحات | قائمة الجوائز والترشيحات |
| السنة                    | الجائزة                  | الفئة                    | المستلم                  | النتيجة                  | م.                       |
| ------------------------ | ------------------------ | ------------------------ | ------------------------ | ------------------------ | ------------------------ |
| 2025                     | مهرجان كان السينمائي     | السعفة الذهبية           | حادث بسيط                | فوز                      | [ 6 ]                    |

## روابط خارجية
- حادث بسيط على موقع IMDb (الإنجليزية)
- حادث بسيط على موقع ميتاكريتيك (الإنجليزية)
- حادث بسيط على موقع روتن توميتوز (الإنجليزية)
- حادث بسيط على موقع ألو سيني (الفرنسية)
- حادث بسيط على موقع أول موفي (الإنجليزية)
- حادث بسيط على موقع قاعدة بيانات الفيلم (الإنجليزية)
- حادث بسيط على موقع ليتربوكسد (الإنجليزية)